# Jože Ilija
Jože Ilija, slovenski alpski smučar in kajakaš, * 12. marec 1928, Jesenice, 19. maj 1983, Ljubljana.
Ilija je za Jugoslavijo nastopil na Zimskih olimpijskih igrah 1956 v Cortini d'Ampezzo, kjer je nastopil v veleslalomu, slalomu in smuku. Na svetovnem prvenstvu v slalomu na divjih vodah leta 1955 v Tacnu je osvojil edino medaljo za Jugoslavijo s tretjim mestom v disciplini K-1.